# Being Boring
Singles de Pet Shop Boys
So Hard
(1989) Where the Streets Have No Name (I Can't Take My Eyes Off You)
/ How Can You Expect to Be Taken Seriously?
(1991)
Being Boring est une chanson du duo britannique Pet Shop Boys extraite de leur quatrième album studio, Behaviour, paru le 22 octobre 1990.
Le 12 novembre 1990, trois semaines après la sortie de l'album, la chanson a été publiée en single. C'était le deuxième single tiré de cet album. Le clip a été réalisé en noir et blanc par Bruce Weber, icône de la photographie de mode.
Malgré un accueil mitigé (le single n'a atteint que la 20e place au Royaume-Uni), Being Boring est devenu au fil du temps l’un des favoris non seulement des fans du groupe, mais aussi des critiques musicaux. En 2023, The Guardian a nommé Being Boring comme la meilleure chanson des Pet Shop Boys : "non seulement l'une des plus grandes chansons sur l'épidémie de sida, mais l'une des plus grandes chansons écrites sur la mortalité et la mémoire".